# Antonio Zavatteri
Antonio Zavatteri (Torino, 20 gennaio 1967) è un attore italiano.

## Biografia
Si forma professionalmente alla Scuola di recitazione del Teatro Stabile di Genova, inizia la sua attività teatrale nel 1993 e nel 1997 ha il suo esordio sullo schermo nel film televisivo La medaglia, regia di Sergio Rossi.

## Filmografia parziale

### Cinema
- La medaglia, regia di Sergio Rossi (1997)
- Tandem, regia di Lucio Pellegrini (1999)
- Keawe, regia di Valerio Binasco (2004)
- Guido che sfidò le Brigate Rosse, regia di Giuseppe Ferrara (2005)
- Arrivederci amore, ciao, regia di Michele Soavi (2005)
- La prima linea, regia di Renato De Maria (2009)
- Baciami ancora, regia di Gabriele Muccino (2009)
- Il gioiellino, regia di Andrea Molaioli (2012)
- Diaz - Don't Clean Up This Blood, regia di Daniele Vicari (2012)
- È nata una star?, regia di Lucio Pellegrini (2012)
- Un giorno speciale, regia di Francesca Comencini (2013)
- Milionari, regia di Alessandro Piva (2014)
- Mia madre, regia di Nanni Moretti (2015)
- Io e lei, regia di Maria Sole Tognazzi (2015)
- Benedetta follia, regia di Carlo Verdone (2018)
- Il mangiatore di pietre, regia di Nicola Bellucci (2018)
- Tigers, regia di Ronnie Sandahl (2020)
- Calibro 9, regia di Toni D'Angelo (2020)
- Va bene così, regia di Francesco Marioni (2021)
- Governance - Il prezzo del potere, regia di Michael Zampino (2021)
- Il Divin Codino, regia di Letizia Lamartire (2021)
- Security, regia di Peter Chelsom (2021)
- Jagame Thandhiram, regia di Karthik Subbaraj (2021)
- 3/19, regia di Silvio Soldini (2021)
- Upside Down, regia di Luca Tornatore (2021)
- Per niente al mondo, regia di Ciro D'Emilio (2022)
- Il più bel secolo della mia vita, regia di Alessandro Bardani (2023)
- Il nibbio, regia di Alessandro Tonda (2025)
- Come gocce d'acqua, regia di Stefano Chiantini (2025)

### Televisione
- Distretto di Polizia 4 – serie TV, episodi 4x17-4x26 (2003)
- Cuore contro cuore – serie TV (2004)
- La squadra – serie TV (2005)
- Nati ieri – serie TV (2006)
- Camera Café – sitcom (2007)
- Piloti – sitcom (2007)
- Distretto di Polizia 9 – serie TV, 4 episodi (2009)
- R.I.S. Roma 3 - Delitti imperfetti – serie TV, episodio 3x16 (2012)
- Gomorra - La serie – serie TV, episodi 1x02-1x04-1x05 (2014)
- 1992 – serie TV, episodio 1x10 (2014)
- Non uccidere – serie TV, episodio 1x04 (2015)
- Tutto può succedere – serie TV (2015-2016)
- Sense8 – serie TV, episodio 2x01 (2016)
- Il miracolo – serie TV, 4 episodi (2018)
- Il mondo sulle spalle, regia di Nicola Campiotti (2019) – film TV
- Il processo – serie TV (2019)
- I Medici - Nel nome della famiglia (Medici: The Magnificent) – serie TV, episodio 3x04 (2019)
- Diavoli (Devils) – serie TV, episodio 1x08 (2020)
- Petra – serie TV (2020-2022)
- Blanca – serie TV, 5 episodi (2021)
- The Bad Guy – serie TV, 7 episodi (2022-2024)
- FBI: International – serie TV, episodio 2x08 (2022)
- Alter Ego - serie TV RSI (2023)

## Teatrografia parziale
- Il viaggio di Victor, regia di Davide Livermore (2025)

## Doppiatori italiani
Nelle versioni in italiano delle opere in cui ha recitato, Antonio Zavatteri è stato doppiato da:
- Roberto Certomà in FBI: International